# Мунвес, Лесли
Лесли Рой Мунвес (англ. Leslie Roy Moonves; род. 6 октября 1949) — американский деятель кино и телевидения, председатель правления, президент и главный исполнительный директор корпорации CBS.

## Биография
Лесли Мунвс родился 6 октября 1949 года в Нью-Йорк в еврейской семье. В 1971 году окончил Университет Бакнелл. Изучал актёрское мастерство в театре в Нью-Йорке.
Талантливого парня заметили в Голливуде, и Мунвес в начале карьеры отвечал за программы на телевидении 20th Century Fox, затем в 20th Century Fox Television был вице-президентом фильмов и мини-сериалов. Был вице-президентом по развитию в Saul Ilson Productions и исполнительным директором Catalina Productions.
В 1985 году присоединился к Lorimar Television в качестве исполнительного директора по своим фильмам и мини-сериалам. В 1990—1993 годах — президент Lorimar Television. В июле 1993 года стал президентом и генеральным директором телевидения Warner Bros. Television. В 1995—1998 годах — президент CBS. С 1999 года — директор в ZeniMax Media. С 2004 года — сопрезидент и соглавный операционный директор Viacom, Inc. В 2013 году был введён в Зал славы телевидения. С февраля 2016 года — председатель CBS.
В августе 2018 года Мунвес был «отстранен» из Совета школы кинематографических искусств USC в связи с обвинениями в сексуальном насилии.
В сентябре 2018 года, в то же время, когда Мунвес подал в отставку, CBS объявила, что Мунвес и телесеть пожертвуют 20 миллионов долларов организациям, связанным с #MeToo.

## Семья
В 1978—2004 годах был женат на Нэнси Визенфельд, с которой у него трое детей.
В 2004 году начал встречаться с репортером CBS The Early Show Джули Чен (род. 1970), и в том же году они поженились. 24 сентября 2009 года Чэнь родила ему сына.

## Обвинения в домогательствах
В июле 2018 года 68-летний Лесли Мунвеса, президент и генеральный директор медиа-холдинга CBS, столкнулся с обвинениями в сексуальных домогательствах и преследованиях на сексуальной почве (характерно, что об этом в The New Yorker написал Ронан Фэрроу — автор статьи о сексуальных домогательствах голливудского продюсера Харви Вайнштейна):

Подобные обвинения в его адрес звучат не впервые, однако на этот раз «атака» была тщательно подготовлена: в пятницу, 27 июля, издание The New Yorker опубликовало статью, содержащую подробные рассказы шести женщин, каждая из которых обвиняет Мунвеса в сексуальных домогательствах.
Более того, две из пострадавших утверждают, что Лесли Мунвес запугивал их, пытаясь добиться благосклонности. Все шесть настаивают на том, что Мунвес воспользовался своим влиянием для того, чтобы испортить им карьеру.

Обвинения исходят от тех, с кем Мунвес проводил деловые встречи:

О домогательствах Мунвеса рассказали шесть женщин, в числе которых актриса Иллеана Дуглас и писательница Джанет Джонс. Четверо из пострадавших женщин рассказали, что во время деловых встреч Мунвес пытался насильно прикоснуться и поцеловать их. Две женщины заявили, что Мунвес заставлял их молчать, запугивая испортить им карьеру. При этом все пострадавшие девушки выразили опасение, что их признания «приведут к возмездию Мунвеса», который известен своей способностью «строить и рушить карьеры».
«То, что со мной произошло, было сексуальным насилием, а потом меня уволили из-за того, что я не ответила взаимностью [Мунвесу]», — сказала Иллеана Дуглас. Другая пострадавшая от домогательств Мунвеса — Джанет Джонс — рассказала, что глава CBS пытался насильно поцеловать её во время совещания.
По словам тридцати нынешних и бывших сотрудников CBS, практика домогательств была распространена в нескольких редакциях и отделах медиахолдинга, в том числе в программе «60 минут», считающейся «одной из самых уважаемых». «Это идет сверху вниз, это культура взрослых мужчин, у которых есть власть, а вы ничтожество. Компания скрывает много негативных инцидентов», — рассказал бывший продюсер CBS, имя которого не называется.

Мунвесу пришлось частично признать свои ошибки:

Сам Мунвес заявил, что у него, безусловно, были ошибки в прошлом, однако он никогда не злоупотреблял своей властью для того, чтобы помешать чьей-либо карьере. «Я всегда понимал, что „нет“ — значит, „нет“», — написал Мунвес в своем заявлении.

Мунвес сам активно участвовал в работе движения #MeToo, выступающего с осуждением сексуальных домогательств, а в декабре 2017 года помог основать в Голливуде комиссию по противодействию сексуальным домогательствам.

## Фильмография
| Год  |    | Русское название                          | Оригинальное название                            | Роль               |
| ---- | -- | ----------------------------------------- | ------------------------------------------------ | ------------------ |
| 1975 | с  | Варварский берег                          | Barbary Coast                                    | посыльный          |
| 1976 | с  | Кеннон                                    | Cannon                                           | Паскуаль           |
| 1976 | с  | —                                         | Gemini Man                                       | охранник           |
| 1977 | с  | Человек на шесть миллионов долларов       | The Six Million Dollar Man                       | Боб Кемпс          |
| 1980 | тф | Энола Гей: Человек, миссия, атомная бомба | Enola Gay: The Men, the Mission, the Atomic Bomb | н/д                |
| 1989 | с  | Звонящий в полночь                        | Midnight Caller                                  | Адам               |
| 1997 | с  | Няня                                      | The Nanny                                        | в роли самого себя |
| 1998 | с  | Надежда Чикаго                            | Chicago Hope                                     | в роли самого себя |
| 2003 | ф  | Фрэнки и Джонни женаты                    | Frankie and Johnny Are Married                   | в роли самого себя |
| 2014 | с  | Эпизоды                                   | Episodes                                         | в роли самого себя |
| 2018 | ф  | Другая сторона ветра                      | The Other Side of the Wind                       | гость на вечеринке |